# Edgar de la Cambriole : Le Secret de Mamo
Edgar de la Cambriole : Le Secret de Mamo (ルパンvs複製人間, Rupan vs Fukusei-ningen) (ou Lupin the Third : Le Secret de Mamo) est un film d'animation japonais réalisé par Sōji Yoshikawa, sorti en 1978. Il s'agit du premier long-métrage d'animation sorti au cinéma adapté du personnage de Lupin III, de Kazuhiko Katō (加藤一彦, Katō Kazuhiko) alias Monkey Punch, et la seconde œuvre de la franchise diffusée au cinéma, après le film pilote sorti au Japon en 1969.

## Synopsis
Lupin III, le célèbre cambrioleur, serait mort ! Il est effectivement exécuté par pendaison dès l'ouverture du film. Cependant, il existe encore un homme qui refuse de croire à sa mort : l'inspecteur Zenigata, son ennemi juré. Ce dernier découvre la survie inexplicable de Lupin et, fou de joie, lui promet de le poursuivre à travers le monde même s'il doit le suivre jusqu'en enfer et le torturer jusqu'à la mort (cette réplique est censurée dans le second doublage français). Lupin retrouve sa bande habituelle et part, pour le compte de Fujiko, à la recherche d'une mystérieuse pierre qui donnerait vie et jeunesse éternelle. Mais à peine a-t-il réussi à mettre la main sur cette pierre que Fujiko s'en empare et retrouve son complice, un certain Howard Lockewood dit Mamo. Ce dernier a l'apparence d'un être de petite taille au physique repoussant qui prétend avoir obtenu la vie éternelle. Lupin, persuadé que Mamo est responsable de sa survie, se confronte à ce dernier pour mettre un terme aux plans dangereux de cet adversaire redoutable et sauver Fujiko, retenue en otage par ce dernier.

## Fiche technique
- Titre : Edgar de la Cambriole : Le Secret de Mamo (Titre original français : Lupin III)
- Titre original : ルパンvs複製人間 - Rupan vs Fukusei-ningen (Lupin III vs Clones)
- Réalisation : Sōji Yoshikawa
- Scénario : Atsushi Yamatoya, Sōji Yoshikawa d'après Monkey Punch
- Direction artistique : Yukio Abe
- Direction de l'animation : Yoshio Kabashima, Yuzo Aoki
- Direction de la photographie : Keishichi Kuroko
- Personnages : Tsutomu Shibayama d'après Monkey Punch
- Musique : Yuji Ohno
- Production : Yutaka Fujioka
- Société de production : TMS Entertainment
- Langue : japonais

## Distribution

### Voix originales
- Yasuo Yamada : Lupin III
- Kiyoshi Kobayashi : Daisuke Jigen
- Makio Inoue : Goemon Ishikawa
- Eiko Masuyama : Fujiko Mine
- Gorō Naya : Koichi Zenigata
- Kō Nishimura : Mamo
- Shōzō Iizuka : Flinch
- Tōru Ōhira : Starky

### Voix françaises (1erdoublage)
- Marcel Guido : Arsène Lupin III
- Bernard Jourdain : Don Don (Daisuke Jigen)
- Michel Papineschi : Samouraï (Goemon Ishikawa)
- Lily Baron : Margot (Fujiko Mine)
- Richard Leblond : Détective Ed Scott (Koichi Zenigata)
- Denis Boileau : Mamo
- Vincent Violette : Gordon
- René Roussel : Flinch

- Adaptation : Jacqueline Porel
- Direction artistique : André Chelossi

Note : ce doublage a été effectué à partir de la première version américaine datant de 1979.

### Voix françaises (2edoublage)
- Philippe Ogouz : Edgar de la Cambriole (Lupin III)
- Philippe Peythieu : Daisuke Jigen
- Jean Barney : Goemon Ishikawa
- Catherine Lafond : Magali (Fujiko Mine)
- Patrick Messe : Inspecteur Lacogne (Koichi Zenigata)
- Jean-Claude Sachot : Mamo
- Benoît Brione : Flinch

- Direction artistique : Philippe Ogouz

Source : Planète jeunesse

## Sorties vidéo
Ce film a eu droit à une édition VHS en 1985 chez Super Vidéo Production avec le 1er doublage français.
Ce film a été édité le 8 décembre 2005 par I.D.P. avec la vostfr et le 2e doublage français réalisé pour l'occasion.
Le film est ressortie en Blu-ray et Blu-ray 4K en septembre 2023 chez Naban Animé avec la vostfr et les 2 doublages français.

## Autour du film
- Il s'agit du premier film sur Lupin III. En raison de la censure du nom habituelle de la série (pour dans raisons de droit d'auteur), le nom de Lupin III a été remplacé par Edgar de la Cambriole lors du second doublage produit en 2005.
- Le film est sorti une première fois en 1981 en France avec une distribution différente et des répliques plus crues que dans le second doublage. Une VHS est sortie quelques années plus tard a été éditée par Super Vidéo Production contenant ce premier doublage.
- Bien que classé tout public en France, ce film contient de nombreuses scènes adultes où les personnages s'entretuent et avec des scènes de nu.
- En Italie et aux États-Unis, le film a connu quatre doublages dès 1979. Le doublage anglais Secret of Mamo de 1996 réalisé pour Manga Video UK où Lupin est renommé Wolf est à considérer à part et non comme un doublage américain, vu qu'il ne fut pas édité aux États-Unis. À la même époque, les États-Unis avaient leur propre doublage (The Mystery of Mamo).